# Medaglia del salvataggio (Sassonia)

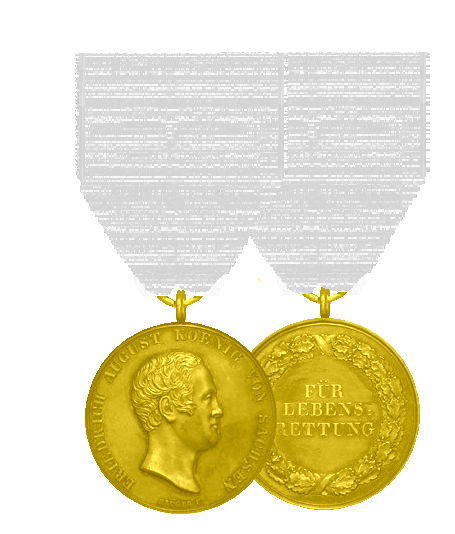
La versione in oro della medaglia

La medaglia del salvataggio fu una onorificenza istituita nell'ambito del regno di Sassonia.

## Storia
La medaglia del salvataggio venne creata il 18 maggio 1831 dal re Antonio di Sassonia per ricompensare coloro che avessero salvato altre vite umane ponendosi sotto un personale pericolo di morte.
Essa poteva essere concessa in tre tipologie a seconda del valore dimostrato:
- medaglia d'oro
- medaglia d'argento
- medaglia di bronzo.

## Insegne
La medaglia riportava sul dritto il profilo del monarca fondatore, mentre sul retro, racchiuse entro una corona d'alloro, si trovavano le parole FÜR LEBENSRETTUNG ("per il salvataggio").
Il nastro della medaglia era bianco.